# Dagur og vika

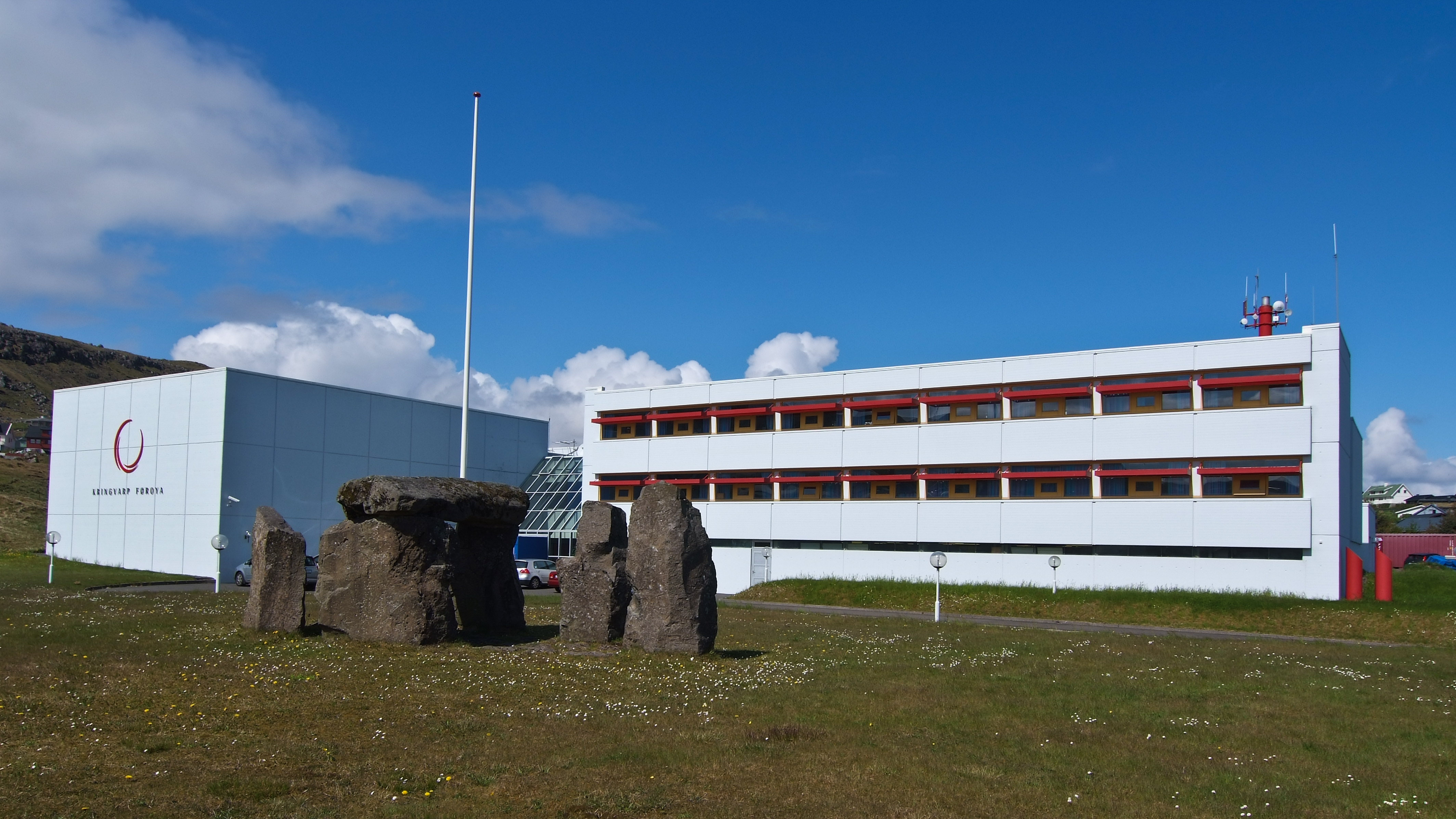
Hauptgebäude der Kringvarp Føroya

Dagur og vika (deutsch: Tag und Woche) ist ein färöisches Nachrichtenprogramm, das vom Fernsehsender Sjónvarp Føroya ausgestrahlt wird. Dieser ist ein Bestandteil der öffentlich-rechtlichen Rundfunkanstalt Kringvarp Føroya. Dagur og vika gilt als die bedeutendste Nachrichtensendung, die auf Färöisch gesendet wird.

## Geschichte
Dagur og vika wurde erstmals im Mai 1984 ausgestrahlt. Sie lief bis zum 1. September 1984 einmal wöchentlich, danach zweimal. Ausländische Nachrichten wurden mit dem Flugzeug aus Dänemark eingeflogen und waren wenigstens einen Tag alt, bis sie gesendet wurden.
Seit dem Jahr 2013 ist Dagur og vika viermal wöchentlich zu sehen. Jeden Montag, Dienstag, Donnerstag und Freitag gegen 19 Uhr Ortszeit wird die Sendung ausgestrahlt. Die Länge des Programms variiert. In der Regel dauert die Sendung ca. 20 Minuten, bei Bedarf kann sie aber auch etwas länger dauern.

## Nachrichtensprecher
Einige der früheren und jetzigen Nachrichtensprecher bei Dagur og vika waren oder sind:
- Árni Gregersen
- Sigrún H. Brend
- Bogi Godtfred
- Johnsigurd Johannesen
- Grækaris Magnussen
- Annika Bolton Mortensen
- Ingolf S. Olsen
- Katrin Petersen
- Øssur Winthereig
- Finnur Koba